# 泉大津站
泉大津站（日语：／ Izumi-Ōtsu eki */?）是一個位於日本大阪府泉大津市旭町，屬於南海電氣鐵道南海本線的鐵路車站。車站編號為NK20。
急行以下類別都停靠。

## 車站構造
設有待避設備的島式月台2面4線高架車站。

### 月台配置
| 月台 | 路線   | 方向 | 目的地                               |
| ---- | ------ | ---- | ------------------------------------ |
| 1、2 | 南海線 | 下行 | 和歌山市方向 （ 機場線）關西機場方向 |
| 3、4 | 南海線 | 上行 | 難波方向                             |

內側2、3號月台為本線，外側1、4號月台為待避線。難波側下行設有往上行的渡線。但是截至2013年沒有設定在泉大津折返的列車。

## 使用情況
日間1小時有8班列車停靠。2017年度1日平均上下車人次為28,681人，在南海100個車站當中排行第10位，南海本線（今宮戎站、萩之茶屋站除外的41個車站）排行第5位。
各年度的1日平均上下車人次數如下表。
| 年度               | 1日平均 上下車人次 | 順位 | 來源   |
| ------------------ | ------------------ | ---- | ------ |
| 2000年（平成12年） | 26,090             | -    | [ 1 ]  |
| 2001年（平成13年） | 25,949             | -    | [ 2 ]  |
| 2002年（平成14年） | 25,198             | -    | [ 3 ]  |
| 2003年（平成15年） | 24,869             | -    | [ 4 ]  |
| 2004年（平成16年） | 24,571             | -    | [ 5 ]  |
| 2005年（平成17年） | 24,866             | -    | [ 6 ]  |
| 2006年（平成18年） | 25,055             | -    | [ 7 ]  |
| 2007年（平成19年） | 25,254             | 10位 | [ 8 ]  |
| 2008年（平成20年） | 25,280             | -    | [ 9 ]  |
| 2009年（平成21年） | 25,269             | -    | [ 10 ] |
| 2010年（平成22年） | 25,098             | -    | [ 11 ] |
| 2011年（平成23年） | 24,923             | 10位 | [ 12 ] |
| 2012年（平成24年） | 25,605             | 10位 | [ 13 ] |
| 2013年（平成25年） | 26,150             | 10位 | [ 14 ] |
| 2014年（平成26年） | 26,204             | 10位 | [ 15 ] |
| 2015年（平成27年） | 27,272             | 10位 | [ 16 ] |
| 2016年（平成28年） | 27,649             | 11位 | [ 17 ] |
| 2017年（平成29年） | 28,681             | 10位 | [ 18 ] |

## 相鄰車站
南海電氣鐵道
 南海本線

■特急南方
通過
■急行（下述以外的列車）
羽衣（NK16）－泉大津（NK20）－岸和田（NK24）
■-急行-（往泉佐野的列車）、■機場急行、■區間急行
羽衣（NK16）－泉大津（NK20）－春木（NK22）
■準急（只限往難波運行）、■普通
松之濱（NK19）－泉大津（NK20）－忠岡（NK21）

## 外部連結
- 泉大津 - 南海電氣鐵道